# Znakoplavka obecná
Znakoplavka obecná (Notonecta glauca) je dravá vodní ploštice z čeledi znakoplavkovitých.

## Popis

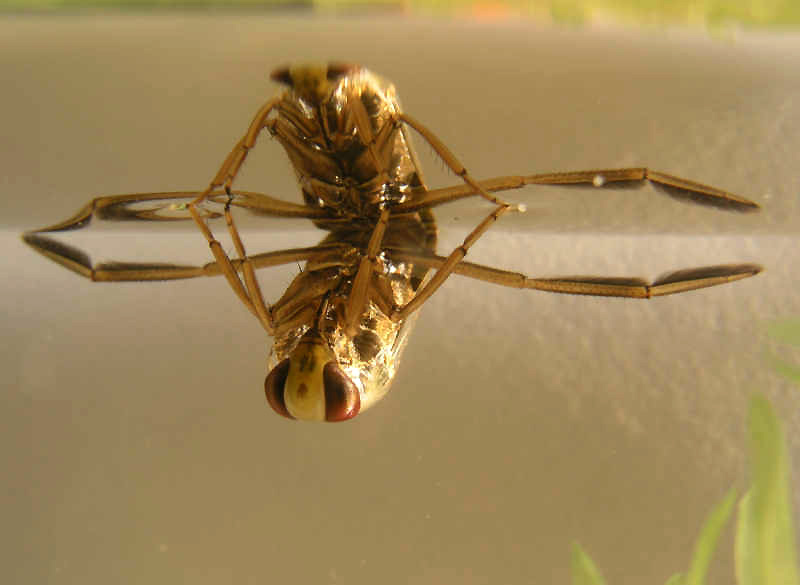
Znakoplavka odpočívá u hladiny

Velikost těla se pohybuje kolem 1,5 centimetru. Znakoplavka je známá tím, že plave pod vodou břichem nahoru (tedy naznak). Tomu je přizpůsobeno i zbarvení těla, které znesnadňuje jejím nepřátelům a kořisti znakoplavku spatřit. Břišní strana je tmavá a hřbetní strana světlá – při pozorování shora tedy splývá s tmavým dnem a při pozorování ze dna se světlou oblohou. Znakoplavka je velmi dobře přizpůsobena životu ve vodě. Tvar těla je člunkovitý, břišní strana je plochá, hřbetní silně klenutá. Zadní nohy jsou přeměněny ve velká silná „vesla“. Dýchá vzdušný kyslík a proto musí pravidelně u hladiny doplňovat jeho zásobu. Po stranách břišní části těla jsou vzduchové komůrky, do kterých přes zadeček nabírá vzduch.
Znakoplavky mají funkční křídla a jsou schopny létat i na velké vzdálenosti, čímž osídlují nové vodní nádrže.

## Rozšíření a výskyt
Je rozšířena po téměř celé Evropě, žije také v severní Africe. Obývá stojaté vody s vodní vegetací, jako různé tůně a rybníky. Její výskyt je hojný, hlavně v malých nádržích.

## Rozmnožování
Na jaře po přezimování se dospělci páří. Oplozená samička klade vajíčka do stonků a listů vodních rostlin, může jich naklást až 200. Líhnou se z nich nymfy, které dospívají po pěti svlékáních.

## Potrava
Znakoplavky se živí převážně hmyzem, který loví pod vodou nebo na vodní hladině. Mají dobře vyvinutou schopnost vnímat chvění vody, které jim prozradí, kde je kořist. Rychle ji uchvátí předníma nohama, propíchnou bodcem a vstříknou do ní trávicí sekret. Potom kořist vysají. Při neopatrném chycení do ruky dokáží člověka bolestivě bodnout.